# Nanomantinae
Sous-famille
Les Nanomantinae sont une sous-famille d'insectes de l'ordre de Mantodea et de la famille des Iridopterygidae.

## Systématique
La sous-famille des Nanomantinae a été créée en 1893 par l'entomologiste suisse Karl Brunner von Wattenwyl (1823-1914),.

## Liste des tribus
- Fulcinini Ehrmann & Roy, 2002
- Nanomantini Ehrmann & Roy, 2002

## Publication originale
- Brunner de Wattenwyl, « Révision du système des orthoptères et description des espèces rapportées par M. Leonardo Fea de Birmanie », Annali del Museo Civico di Storia Naturale di Genova, Gênes, vol. 13, no 33,‎ 1893, p. 5-230 (ISSN 1122-6447, OCLC 10489012, lire en ligne).